# Pont de Myza

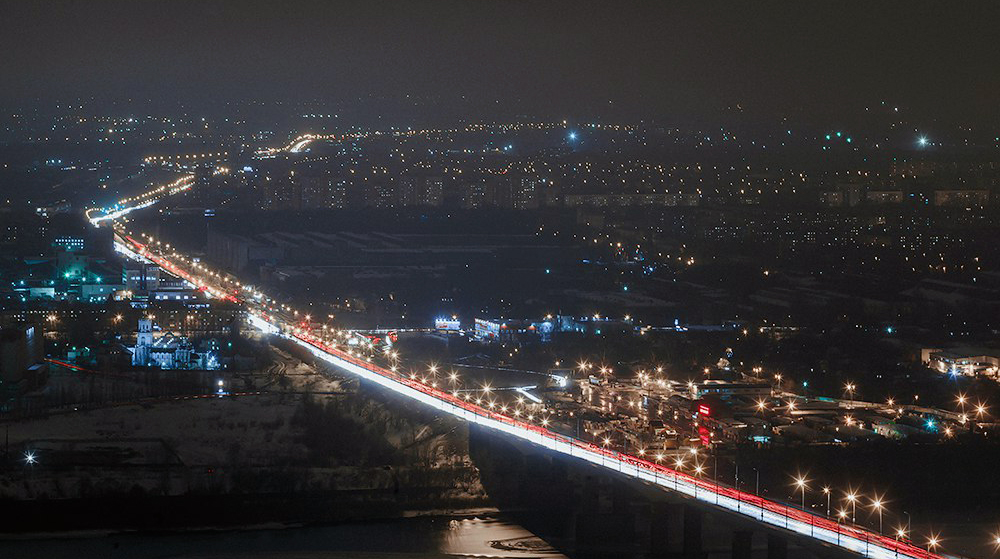
Vue de nuit.

Le pont de Myza (Мы́зинский мост) est un des ponts de Nijni Novgorod en Russie. Il traverse l'Oka et relie la partie haute de la ville (où se trouve le centre-ville historique) à la partie basse. C'est un carrefour important de l'autoroute fédérale M7 Moscou-Oufa.

## Description
La longueur du pont est de 1 006 mètres pour une largeur de 27 mètres. Sa surface est de 2 200 m2, son poids 235 000 tonnes. Il fait passer en moyenne 30 000 véhicules par jour.

## Transport
- Autobus: 15, 66, 68, 73, 77, 85
- Taxis collectifs; 63, т76, 79, т86, т97

## Histoire
Il est question vers 1970 de faire construire un nouveau pont sur l'Oka. L'architecte en est G. Ogorodnikov. La construction commence en 1972 et dure neuf ans. Les commodités du chantier se trouvent 15 km plus loin au bord de la Volga sur une surface de 148 000 m2, pour les grues, la fabrique de béton, etc.
Le caractère unique de la structure réside dans la manière dont les blocs de béton sont connectés. Contrairement à la méthode conventionnelle (soudage), les blocs ont été collés à l'aide d'époxy de marque ED-20. La résine composée et l'alcool furylique ont été mélangés, puis le mélange résultant a été appliqué manuellement sur la surface en béton du bloc avec une couche de 1,5 à 2 mm d'épaisseur.
Le pont est inauguré le 1er août 1981.